# Иверсен, Феликс
Феликс Христиан Херберт И́версен (нем. Felix Christian Herbert Iversen; 1887 — 1973) — финский общественный деятель.
Родился в семье торговца. Математик по профессии. В 1909 году окончил Императорский Александровский университет, учился у Эрнста Леонарда Линделёфа. В 1914 году защитил докторскую диссертацию. В 1911—1916 годах ассистент, в 1916—1920 годах доцент, в 1920—1954 годах профессор кафедры математики Хельсинкского университета.
В 1950—1952 годах — председатель Союза мира стран Северной Европы. С 1950 года член ВСМ.

## Награды и премии
- Международная Сталинская премия «За укрепление мира между народами» (1954).

## Источник
- Большая советская энциклопедия